# Cinkov kromat
Cinkov kromat, ZnCrO4, je kemijski spoj koji sadrži anionski kromat, koji se pojavljuje u obliku žutog praha bez mirisa ili žutozelenih kristala, ali kad se koristi za premaze često se dodaju pigmenti. Industrijski se koristi u prevlakama za kromatiranje, koje je Ford Motor Company razvio u 1920-ima.

## Cinkovo žutilo
Cinkovo žutilo ili cink-kalijev kromat je poznata je žuta antikorozivna boja koja slabo pokriva, ali je svjetlostalna i netopljiva u otapalima. Dobro prianja uz metalne podloge, pa služi za antikorozivnu zaštitu željeza, čelika, cinka i lakih metala (aluminija i magnezija). Najviše se cinkova žutila troši za temeljno zaštitno ličenje vozila (automobila, željezničkih vagona, avionskih dijelova i slično). Osim za izravnu antikorozivnu zaštitu, cinkovo se žutilo miješa s plavim pigmentima (ftalocijaninskim ili cijanidnim - berlinsko modrilo) u pripravi zelenih pigmenata, na primjer cinkova zelenila (kromova zelena). 

## Cinkov tetraoksidkromat
Cinkov tetraoksidkromat, ZnCr04∙4 Zn(0H)2, proizvodi se kemijskom reakcijom cinkov oksida s kromatnom kiselinom. S vezivom kao što je poli(vinil-butiral) taj se antikorozivni pigment upotrebljava za pripravu posebnih temeljnih boja (poznatih pod engleskim nazivom wash primer), koje se na metal nanose u vrlo tankom sloju i najčešće služe da uspostave čvrstu vezu metalne površine s površinskim slojevima laka. Takve vrste temeljnih boja namijenjene su antikorozivnoj zaštiti metala izloženih velikoj vlazi, pa se mnogo upotrebljavaju za temeljno ličenje metalnih konstrukcija, u industriji vozila i tako dalje.